# Colourful Garden
『Colourful Garden』（カラフル・ガーデン）は、ミルキィホームズのミニアルバム。2011年4月6日にLantisから発売された。

## 概要
声優ユニットであるミルキィホームズにとっては、コンピレーション・アルバムである『〜ミルキィ show time♪』を除けば、はじめての単独でのアルバムとなる。ミルキィホームズの『恋の調査報告書』などが収録されている。この曲は2011年2月27日の「ブシロードカードゲームLIVE2011」などでは披露されたものの、本アルバムが発売されるまでシングルカットされていなかった。そのため、今回が初めてのCD化となる。テレビアニメ『探偵オペラ ミルキィホームズ』での登場人物の名台詞や決め台詞が歌詞の中に巧みに織り込まれており、ポップな曲調の楽曲となっている。
また、本アルバムの発売に際して、試聴用のプロモーションビデオがYouTube上に公開された。このプロモーションビデオの内容は、2010年にイギリスの首都であるロンドンにて撮影された写真を中心としたものである。ミルキィホームズの4名は「HYPER JAPAN London 2010」に出演するためロンドンを訪れており、これらの写真はそのときに撮影されたものである。アビーロードでも撮影しており、ザ・ビートルズの『アビイ・ロード』のジャケット写真を模した写真も掲載されている。当初は3月23日が発売日だったが、東日本大震災の影響で延期された。

## 収録曲
1. 恋の調査報告書 [4:02]
歌：ミルキィホームズ
作詞：こだまさおり、作曲・編曲：鈴木裕明
  - ニコニコ生放送『電波研究社』3月度エンディングテーマ
  - ミルキィホームズの特別授業エンディングテーマ
2. ドリーム脳内T.K.O!!!! [4:19]
歌：ミルキィホームズ
作詞：こだまさおり、作曲：福本公四郎、編曲：安藤高弘
3. それはTOYS☆ [4:02]
歌：シャーロック・シェリンフォード（三森すずこ）&コーデリア・グラウカ（橘田いずみ）
作詞：こだまさおり、作曲：福本公四郎、編曲：鈴木盛広
4. ぎみぃみるきぃ [4:38]
歌：譲崎ネロ（徳井青空）&エルキュール・バートン（佐々木未来）
作詞：こだまさおり、作曲・編曲：鈴木裕明
5. 熱風海陸ブシロード〜熱き咆哮〜（Euro version）
歌：ミルキィホームズ
作詞：森ユキ、作曲・編曲：坂本裕介
6. 手のひらのキセキ [5:01]
歌：ミルキィホームズ
作詞：こだまさおり、作曲・編曲：高田暁